# اکتاش، گلپازاری
اکتاش، گلپازاری (به لاتین: Aktaş, Gölpazarı) یک منطقهٔ مسکونی در ترکیه است که در استان بیله‌جک واقع شده‌است.

## خصوصیات
اکتاش ۱۸۹ نفر جمعیت دارد.